# راشل اسپورن
راشل اسپورن (انگلیسی: Rachael Sporn؛ زادهٔ ۲۶ مهٔ ۱۹۶۸) بازیکن بسکتبال اهل استرالیا است.
وی در مسابقات کشوری و بین‌المللی در مجموع برندهٔ ۲ مدال نقره، ۲ مدال برنز شده‌است.